# Dřevěná zvonice (Pavčina Lehota)
Dřevěná zvonice v Pavčině Lehotě se nachází na hřbitově v obci Pavčina Lehota v okrese Liptovský Mikuláš v Žilinském kraji na Slovensku.

## Další informace
Dřevěná srubová zvonice byla postavena občany Pavčiné Lehoty v roce 1883. V letech 1924, 1963 a 1990 byla opravovaná. Od roku 1963 je kulturní památkou Slovenska. Pro lepší šíření zvuku zvonu má zvonice v horní části vyřezané otvory. Kopie zvonice je umístěná ve skanzenu Muzeum liptovské dědiny.

## Galerie

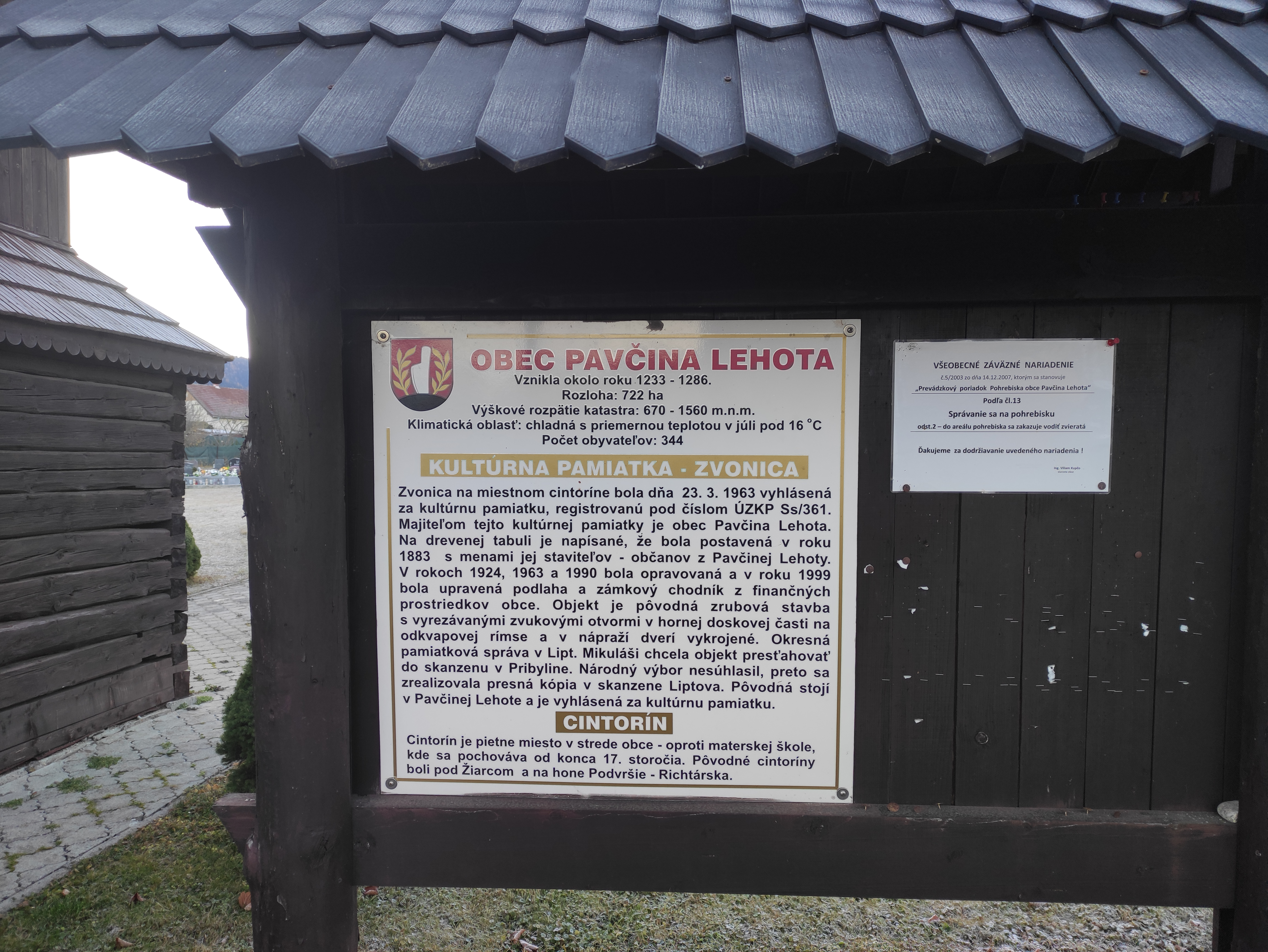